# أرضية مجوفة
البلاطات «العقدات» المجوفة، والمعروف أيضا بالأرضيات المجوفة أو البلاطات «العقدات» الفارغة، هو بلاطة مسبقة الصنع من الخرسانة مسبقة الإجهاد التي تستخدم عادة في بناء الطوابق في المباني السكنية متعددة الطوابق. يعد هذا النوع من البلاطات «العقدات» شعبية في البلدان التي يتم التركيز في بناء المنازل على استخدام الخرسانة مسبقة الصب، بما في ذلك شمال أوروبا والدول الاشتراكية في أوروبا الشرقية. يرتبط استخدام البلاطات «العقدات» المجوفة في المناطق التي تشهد حركات زلزالية وأو في المشاريع التي يراد فيها توفير الوقت وتخفيف وزن البناء.

## تكوينها
في نظام البلاطات «العقدات» المجوفة هناك فراغ انبوبي يمتد على طول هذه البلاطة «العقدة» وعادة ما يبلغ قطر هذا الفراغ 2/3-3/4 من سماكة البلاطة «العقدة»، وهذا ما يجعلها أخف من البلاطات «العقدات» الاعتيادية والمساوية لها بالسماكة أو القوة، حيث أن تخفيف الوزن له أهمية كبيرة في توفير كمية الخرسانة المستخدمة بالإضافة إلى تخفيف عبء النقل من مكان التصنيع حتى موقع البناء.
عادة ما تكون هذه البلاطات بعرض 120 سم وبسماكة تتفاوت من 15 سم – 50 سم، اما بالنسبة إلى توزيع الاحمال فيكون من خلال الجسور الحديدية " I-Beam" الموجودة بين الفراغات والتي تعطيها مقاومة للانحناء من الزخم الناتج عن الاحمال.
لتلبية المعايير الحديثة (في حالة البلاطات «العقدات» الجوفاء أو الاعتيادية) على حد سواء يجب تحقيق عزل صوتي من خلال وضع غلاف عازل للصوت أو طبقة من الخرسانة ولكن فيحالة البلاطات «العقدات» المجوفة يكون العزل الصوتي أفضل.

## طريقة عملها
موسم التدفئة
* خلال الساعات المأهولة «استغلال المكان»، تنتقل الحرارة الناتجة من الأحمال الداخلية إلى البلاطة «العقدة» المجوفة من خلال الإشعاع، إما أن يتم نقل الحرارة إلى الهواء أويخزن في البلاطات.
* خلال الساعات غير المأهولة، تبدأ حرارة البلاطة الجوفاء تبرد نزولا تحت درجة الحرارة المعيارية، فيبدأ نظام مناولة الهواء في اتخاذ وضع إعادة تدوير كامل توفير الهواء الدافئ لرفع درجة حرارة البلاطة وتسخين الفراغ.
موسم التبريد
* خلال الساعات المأهولة "استغلال المكان تمتص الحرارة الناتجة من الأحمال الداخلية إلى البلاطة «العقدة» المجوفة من خلال الإشعاع.
* يتم توجيه هواء التهوية من خلال بلاطة، حيث يقوم بسحب الحرارة المخزنة في البلاطة مما يؤدي الاى امتصاص الحرارة من الجو المحيط فيبرد المكان.
* خلال الساعات غير المأهولة، عندما يتوفرالهواء البارد ليلا يتم توزيعه من خلال البلاطة لإزالة الحرارة المخزنة فيها وتبريدها لليوم التالي.
* وبعد دورة التبريد، والطاقة عند تخزينها في الكتلة الحرارية للبلاطة غير كافية لمعالجة حمل التبريد الفراغ، فإن العمل في بناءالوضع الطبيعي للتهوية يتم من خلال النوافذ.

## المزايا
- يقلل من استهلاك الطاقة وتكاليف المرافق من خلال تخزين الحرارة الزائدة في الكتلة الحرارية خلال ساعات استغلال الفراغ لاستخدامها في تسخين المبنى خلال الساعات غير المأهولة.
- تحقيق نتائج جيدة في توفير التكاليف والطاقة، والمرافق والمعدات بواسطة التبريد المسبق خلال الساعات غير المأهولة، مما يتيح تحقيق توفير في الذروة الكهربائية خلال الساعات المستغلة.
- انخفاض الآلات ومعدات التكييف يوفر 50٪ من تكاليف المعدات[6]
- إمكانية استخدامها فيجميع أنواع المباني السكنية والصناعية والتجارية والمدارس والمؤسسات.
- توفير استهلاك الطاقة من 30-50٪ في المناخات الباردة والساخنة
- تحقيق عزل صوتي أفضل
- استخدام مواد اقل في عملية التصنيع
- أسهل في عملية التصنيع والنقل
- اخف في الوزن وبنفس القوة
- القدرة العالية على استغلال الفراغات الداخلية كممرات للتوصيلات الكهربائية وخطوط الهاتف والصرف الصحي[7]

## امثلة
- Hawthorne Public School, Milton Ontario Canada
- Brock University, Hamilton, Ontario, Canada
- Science & Technology Building T, Deakin University, Burwood, Victoria
- Padua Collage, Mornington, Victoria
- Brandbury Museum, Oxford Shire, UK
- Metropolitan Fire & Emergency Services Board (MFB), Administration Building، Victoria